# Макс Фідлер
Макс Фідлер (нім. Max Fiedler; 21 грудня 1859, Циттау — 1 грудня 1939, Стокгольм) — німецький композитор і диригент.

## Біографія
Перші уроки гри на фортепіано отримав від батька. Вперше виступив на публіці у віці десяти років в 1870 році. Навчався в консерваторіях Лейпцига і Гамбурга, в молодості був близький до Брамса. У 1904 році очолював Гамбурзький філармонічний оркестр, потім працював в Англії і США, в тому числі в 1908—1912 роках на чолі Бостонського симфонічного оркестру. Після повернення до Німеччини продовжував роботу в Ессені аж до 1933 року. 
Композиторська спадщина Фідлера включає симфонію, фортепіанний квінтет, струнний квартет, іншу камерну і вокальну музику. 